# Gerhard Müller

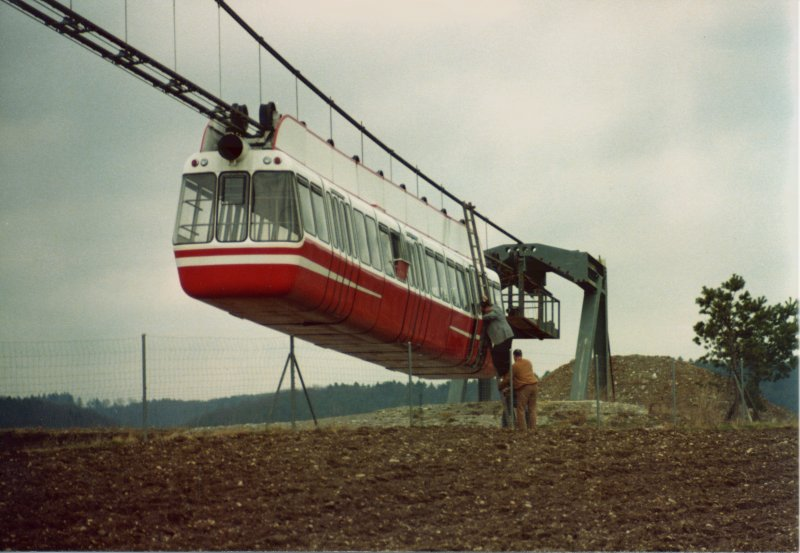
Aerobus, testovací zařízení v Dietlikonu

Gerhard Müller (1915 Männedorf, kanton Curych – 1985), byl švýcarský konstruktér a vynálezce.
V roce 1932, v 17 letech postavil Müller pomocí dílů z motocyklu svůj první lyžařský vlek, který byl v letech 1955 až 1989 instalován u průsmyku Albipass. V roce 1934 si nechal jeho princip patentovat..
Po druhé světové válce se usadil ve městě Dietlikon v kantonu Curych a založil zde firmu Maschinenfabrik Gerhard Müller Dietlikon (GMD), ta se během několika let stala jedním z nejdůležitějších světových výrobců lyžařských vleků, sedačkových lanovek a kabinkových lanovek. Jeho četné vynálezy a vývojové tendence jsou na jedné straně charakterizovány vysokým stupněm pragmatismu, na druhé straně byly ovlivňovány i Müllerovým neustálým hledáním mechanicky dokonalého řešení. Dosáhl významných nákladů oproti svým konkurentům standardizací komponent. V rámci svého filantropismu financoval, postavil a instaloval z vlastního podnětu v roce 1958 ventilační systém s bójemi pro silně eutrofizované jezero Pfäffikersee.
V roce 1969 vynalezl princip Aerobusu, zavěšeného monorailu s elektricky poháněnými vozy. Přes velké pokroky v jeho zdokonalování, vývoji a úspěšné zkoušky (například v Mannheimu) byl nucen patent prodat. Müller zemřel v roce 1985 na následky infarktu.